# Yiewsley and West Drayton Urban District

Yiewsley and West Drayton in der früheren Grafschaft Middlesex

Der Yiewsley and West Drayton Urban District war ein Bezirk im Ballungsraum der britischen Hauptstadt London. Er existierte von 1911 bis 1965 und lag im Westen der ehemaligen Grafschaft Middlesex.

## Geschichte
Die Dörfer Yiewsley und West Drayton waren ursprünglich Civil parishes, die seit 1875 zum Uxbridge Rural District gehörten. 1911 machte sich Yiewsley selbständig und erhielt den Status eines Urban District. West Drayton wurde 1929 eingemeindet, nachdem der Uxbridge Rural District aufgelöst worden war. 1930 folgte die Eingemeindung von Harmondsworth, das zuvor zum Staines Rural District gehört hatte. Insgesamt wuchs die Fläche des Urban District um fast das Siebenfache an.
Bei der Gründung der Verwaltungsregion Greater London im Jahr 1965 entstand aus der Fusion des Municipal Borough of Uxbridge sowie der Urban Districts Hayes and Harlington, Ruislip-Northwood und Yiewsley and West Drayton der London Borough of Hillingdon.

## Statistik
Bis 1929 betrug die Fläche 894 acres (3,62 km²), danach 5276 acres (21,35 km²). Die Volkszählungen ergaben folgende Einwohnerzahlen:
| Jahr      | 1901  | 1911  | 1921  | 1931   | 1951   | 1961   |
| Einwohner | 3.213 | 4.315 | 4.843 | 13.066 | 20.468 | 23.723 |